# Laktózérzékenység
A laktózérzékenység vagy laktózintolerancia a laktóz, egy a tejben és a tejtermékekben megtalálható cukorféle lebontásának a képtelensége. Ennek oka a lebontáshoz szükséges laktáz enzim hiánya vagy alacsony szintje. Becslések szerint világszerte a felnőtt népesség 75%-a nem képes teljes egészében lebontani a tejcukrot. Ez az arány Észak-Európában 5, míg Dél-Európában 71%, de egyes ázsiai és afrikai országokban akár 90% is lehet.

## Áttekintés
Laktáz nélkül a laktóz diszacharidja felbontatlan marad, így nem kerülhet a bélfalon keresztül a vérkeringésbe, és így a belekben marad. A bélflóra baktériumai alkalmazkodnak ennek a megemésztetlen cukorfélének a relatív bőségéhez, és operonjaik gyorsan átkapcsolnak a laktóz lebontására, ami az erjesztés során bőségesen termel gázt.
Ezzel több kellemetlen alhasi kórtünet is párosulhat, többek között gyomorgörcs, puffadás, felfúvódás, hasmenés. Más le nem bontott cukorfélével (mannit) együtt a felbontatlan laktóz is vizet köt meg, így növeli a vastagbél tartalmának ozmotikus nyomását. Ezáltal a széklet felhígul, mennyisége jelentősen megemelkedik, ami hasmenést eredményez.
Gyermekeknél a krónikus hasmenés, bűzös széklet utalhat laktózérzékenységre. Ha a laktózmentes étrend után is megmaradnak a panaszok, tejallergia (tejfehérje-allergia) is szóba jöhet. Az allergia azt jelenti, hogy az immunrendszer egy egyébként ártalmatlan anyagra úgy reagál, mintha káros lenne a szervezetre. A tejallergia gyakoribb a csecsemőknél, mint a felnőtteknél. A tejfehérje-allergia irányulhat a kazeinre vagy az exorphinokra. Ezzel szemben az intolerancia vagy érzékenység nem allergiás reakció, hanem feldolgozási zavar.
A fiatal felnőtteknél fellépő laktóz-intolerancia esetében általában a „betegek” ösztönösen, illetve gyakran tudatosan kerülik a tejtermékek fogyasztását.
Fő tünete a hasmenés, hasgörcs, hányás, emellett nem specifikus tünetei is lehetnek, mint a krónikus fáradtság, depresszió, végtagi fájdalmak, szédülés, erős izzadás, fejfájás, kimerültség, idegesség, alvászavar, akné, figyelemzavar, és még sok más. A tünetek erőssége az elfogyasztott laktóz mennyiségével arányos. A teljes laktózintolerancia esetén a tünetek erősebbek, mint a felnőttkori intolerancia esetén.
Az ismétlődő hasmenések hatására más tápanyagok felszívódása is csökken, a vitaminok, ásványi anyagok, nyomelemek is nehezebben szívódnak fel, valamint az immunrendszer legyengülése miatt a fertőzések is gyakoribbá válnak.

## Csoportosítás
A laktózérzékenységnek három fő csoportja van:
1. Elsődleges laktózérzékenység. Genetikailag meghatározott érzékenység, ami csak felnőttkorban jelentkezik. Világszinten az emberek többségét érinti. A tejterméket történelmileg nem fogyasztó társadalmakban (pl. Afrika, Ázsia) gyakorisága 90% feletti.[6] A laktáztermelés kikapcsolásáért felelős gén emberben a 2-es kromoszóma hosszú karján helyezkedik el (2q21).[7]
2. Másodlagos laktózérzékenység. Környezetileg előidézett laktózérzékenység, melyet a giardiához hasonló akut bélfertőzések, gyulladásos bélbetegségek és a lisztérzékenység idézhetnek elő.[8][9] Ilyen esetekben a laktózt tartalmazó termékeket állandóan el kell kerülni.[8][9][10] Az ideiglenes laktózérzékenység egyik nagyon gyakori esete a gasztroenteritisz, különösen akkor, ha ezt egy rotavírus okozza. Az átmeneti laktózérzékenység egy másik oka a csecsemőknél tapasztalható laktóz-túladagolás.[11] A bélrendszer betegségei mellett a hiányos táplálkozás, az alkoholizmus és bélparaziták is okozhatják.[12]
3. Veleszületett laktázelégtelenség. Genetikai rendellenesség, mely megakadályozza a laktáz enzim termelését. Már a születéskor jelentkezik, a csecsemőkor korai szakaszában diagnosztizálják. Autoszomális recesszív öröklődésű. Ez a ritka betegség nem sokkal a születés után hasmenéssel hívja fel magára a figyelmet.

- A veleszületett laktázelégtelenség egyik fajtája alattomban károsítja a csecsemő szervezetét. A laktóz emésztetlenül felszívódik a vérbe, majd kiválasztódik a vizeletbe. A vérben jelenlevő laktóz károsítja a májat, az agyat és a szemen szürkehályogot okoz.

## Laktózbiológia
Az emlősök a szoptatás ideje alatt laktózt termelnek, ami a diszacharid tejcukrot két monoszacharidra, D-galaktózra és D-glükózra bontja.
A természet eredeti rendje szerint az emlősök a szoptatás abbamaradása után elkezdik laktóztermelésüket visszafogni. Ennek időpontja fajonként eltér, az elválasztás idejére a születéskori 5-10%-a marad. Az embereknél a tejet nem fogyasztó társadalmakban a laktóztermelés eltérő idő alatt, de az első négy év folyamán folyamatosan, 90%-kal visszaesik. A világon élő emberek többségénél ma is ez a folyamat működik, s náluk a laktózlebontásért felelős gének felnőttkorukra nagyrészt inaktívvá válnak.
Azonban a hosszú ideig tejtermeléssel is foglalkozó embercsoportoknál olyan mutáció zajlott le, melynek következtében a 2-es kromoszóma – mely a laktóztermelés leállásának megszüntetéséért felelős – ezen populációk számára lehetővé teszi, hogy egész életükben mindenfajta nehézség nélkül a továbbiakban is friss tejet és más tejterméket fogyasszanak. A mutáció a tejjel megszerezhető tápanyagokhoz való hozzájutás szempontjából előnyös volt. Ez arra utal, hogy evolúciós léptékekben mérve az utóbbi időben alkalmazkodott a szervezet a tejfogyasztáshoz, és ez vezetett oda, hogy Észak-Európában és Kelet-Afrikában egymástól függetlenül a pásztorkodásból megélőknél fennmaradt a laktázlebontás képessége. A laktáz-előállításért, s így a laktózlebontásért felelős gén domináns allél, s a laktózérzékenység kialakulásáért felelős ritkábban fordul elő vegyes szülők gyermekeinél.
Ha a laktóztermelés csökkent, akkor a tejcukor a vastagbélbe jut, ahol a baktériumok hasznosítják, és tejsavat, metánt és hidrogént termelnek. A gázok hatására az ozmotikusan aktív tejsav miatt víz áramlik a bélbe, ami hasmenést okoz. A baktériumok más anyagokat is termelhetnek, amelyek más tünetekkel járnak.
Japánban növekszik a tejfogyasztás, annak ellenére, hogy nagyobb a laktózérzékenyek aránya, mint Nyugat-Európában. Ebből arra lehet következtetni, hogy ez nem genetikailag előre programozott, megváltoztathatatlan tulajdonság.
A kóros laktózérzékenységet okozhatja olyan cöliákia (lisztérzékenység), mely tönkreteszi a vékonybél bélbolyhait. A laktózérzékenységnek ez a formája időleges, általában a gluténmentes diéta idővel helyreállítja a bélbolyhokat.
Néhány olyan embernek, akik laktóz-emésztési problémákra panaszkodnak, valójában nem laktózérzékenysége van. Egy 323 szicíliai felnőttön elvégzett kísérlet eredményeként Carroccio és társai (1998) azt találták, hogy a kísérleti alanyok csupán 4%-a ténylegesen laktózérzékeny, 32,2%-uknál a laktózemésztés nehézségével találkoztak, de náluk nem tudták kimutatni a laktózérzékenységet. Azonban Burgio és társai (1984) tanulmányában 100 szicíliaiból 72, míg 208 északolaszból 106 (kb. 51%) volt laktózérzékeny.

### Laktózérzékenység csoportonként
| Embercsoportok                                               | Megvizsgált személyek | Érzékenység százalékban | Allélgyakoriság |
| hollandok                                                    | N/A                   | 1%                      | N/A             |
| svédek                                                       | N/A                   | 2%                      | 0,14            |
| európai ausztrálok                                           | 160                   | 4%                      | 0,20            |
| észak-európai és skandináv származású fehérek                | N/A                   | 5%                      | N/A             |
| dánok                                                        | N/A                   | 5%                      | N/A             |
| britek                                                       | N/A                   | 5–15%                   | 18-32%          |
| baszkok                                                      | 85                    | 0,3%                    | N/A             |
| svájciak                                                     | N/A                   | 10%                     | 0,316           |
| fehér amerikaiak                                             | 245                   | 12%                     | 0,346           |
| tuaregek                                                     | N/A                   | 13%                     | N/A             |
| németek                                                      | N/A                   | 15%                     | N/A             |
| osztrákok                                                    | N/A                   | 15–20%                  | N/A             |
| keleti szlávok (oroszok, beloruszok, ukránok)                | N/A                   | 15%                     | N/A             |
| északi franciák                                              | N/A                   | 17%                     | N/A             |
| finnek                                                       | 134                   | 18%                     | 0,424           |
| közép-olaszok                                                | 65                    | 19%                     | N/A             |
| indiai gyermekek                                             | N/A                   | 20%                     | N/A             |
| afrikai tucik                                                | N/A                   | 20%                     | 0,447           |
| afrikai fulanik                                              | N/A                   | 23%                     | 0,48            |
| beduinok                                                     | N/A                   | 25%                     | N/A             |
| észak-indiaiak                                               | N/A                   | 27%                     | N/A             |
| portugál felnőttek                                           | 102                   | <35%                    | N/A             |
| afrikai-amerikai gyermekek                                   | N/A                   | 45%                     | N/A             |
| indiai felnőttek                                             | 150                   | 50%                     | N/A             |
| dél-olaszok                                                  | 51                    | 41%                     | N/A             |
| számik (Oroszországban és Finnországban)                     | N/A                   | 25–60%                  | N/A             |
| spanyolok (baszkok nélkül)                                   | N/A                   | 15%                     | N/A             |
| észak-olaszok                                                | 89                    | 52%                     | N/A             |
| észak-amerikai hispánok                                      | N/A                   | 53%                     | N/A             |
| Balkán                                                       | N/A                   | 55%                     | N/A             |
| mexikói-amerikai férfiak                                     | N/A                   | 55%                     | N/A             |
| krétaiak                                                     | N/A                   | 56%                     | N/A             |
| maszájok                                                     | 21                    | 62%                     | N/A             |
| déli franciák                                                | N/A                   | 65%                     | N/A             |
| ciprusi görögök                                              | N/A                   | 66%                     | N/A             |
| Mizrahi zsidók (Irak, Irán)                                  | N/A                   | 85%                     | N/A             |
| Észak.-amerikai zsidók                                       | N/A                   | 68,8%                   | N/A             |
| szefárd zsidók                                               | N/A                   | 62%                     | N/A             |
| jemenita zsidók                                              | N/A                   | 44%                     | N/A             |
| dél-indiaiak                                                 | N/A                   | 70%                     | N/A             |
| szicíliaiak                                                  | 100                   | 71%                     | N/A             |
| dél-amerikaiak                                               | N/A                   | 65–75%                  | N/A             |
| vidéki mexikóiak                                             | N/A                   | 73,8%                   | N/A             |
| afrikai-amerikaiak                                           | 20                    | 75%                     | 0,87            |
| északnyugat-Hszincsiang-Ujgur Autonóm Területban élő kazahok | 195                   | 76,4%                   | N/A             |
| libanoniak                                                   | 75                    | 78%                     | N/A             |
| közép-ázsiaiak                                               | N/A                   | 80%                     | N/A             |
| alaszkai eszkimók                                            | N/A                   | 80%                     | N/A             |
| ausztrál őslakosok                                           | 44                    | 85%                     | 0,922           |
| belső mongolok                                               | 198                   | 87,9%                   | N/A             |
| afrikai bantuk                                               | 59                    | 89%                     | 0,943           |
| ázsiai-amerikaiak                                            | N/A                   | 90%                     | N/A             |
| északkeleti han kínaiak                                      | 248                   | 92,3%                   | N/A             |
| kínaiak                                                      | 71                    | 93%                     | 0,964           |
| délkelet-ázsiaiak                                            | N/A                   | 98%                     | N/A             |
| thaik                                                        | 134                   | 98%                     | 0,99            |
| bennszülött amerikaiak                                       | 24                    | 100%                    | 1,00            |

A statisztikai szignifikancia nagyban függ a mintavétel méretétől.
A laktózérzékenység a kor előrehaladtával emelkedik. 2-3, 6, és 9-10 évesen a következőképp alakult:
- a fehér amerikaiaknál és az észak-európaiaknál 6-15%
- a mexikói amerikaiaknál 18%, 30%, illetve 47%
- a néger dél-afrikaiaknál 25%, 45%, illetve 60%
- a kínaiaknál és a japánoknál körülbelül 30%, 80%, illetve 85%
- a perui meszticeknél 30–55%, 90%, illetve >90%[43][44]

A laktózérzékenység előfordulásának világtérképe

A kínaiak és a japánok 80-90%-a 3-4 évvel az elválasztás után elveszíti a laktóz megemésztésének képességét. Több kutatás arra mutatott arra, hogy a legtöbb japán 200 ml tejet képes elfogyasztani komolyabb kórtünetek nélkül. (Swagerty et al, 2002).
Az askenázi zsidók laktózemésztési képességüknek 20-30%-át képesek több évig megtartani. Az észak-európai populációk azon 10%-ánál, ahol kialakul a laktózérzékenység, ez fokozatosan, akár 20 évre elnyújtva történik meg.

## Diagnózis
A laktózérzékenység kimutatásához a bélfunkciókat úgy tesztelik, hogy több tejterméket fogyasztanak el, mint amennyit rendesen meg lehet emészteni. A klinikai tünetek általában 30 percen belül jelentkeznek, de az elfogyasztott ételektől és a végzett tevékenységtől függően néha 1-2 órát is várni kell. A klinikai válaszok nagymértékű változatossága (hányinger, görcs, puffadás, hasmenés, felfúvódás) valamelyike várható, mivel a laktózérzékenység megjelenésének mértéke és súlyossága egyénenként változó.
Fontos lehet a laktózérzékenység megkülönböztetése a tejallergiától, ami az immunrendszernek a tej proteinjeire adott rendellenes immunválasza. Mivel a laktózérzékenység a felnőttek körében világviszonylatban a normális állapot, náluk általában nem szükséges orvosi diagnózis felállítása. Azonban ha szükség van a diagnózis megerősítésére, ebben az esetben az alábbi három teszt egyike használható.

### Öndiagnózis
- Diétateszt: Egy több napos diéta, aminek során nem fogyasztható laktóz. Figyelni kell arra, hogy sok késztermék laktózt tartalmaz. Ha a tünetek megszűnnek, akkor az felveti a gyanút.
- Kitettségteszt: A laktózmentes diétát követően egy pohár vízben 50-100 gramm tejcukrot kell feloldani, és ezt meginni. Ha néhány órán belül visszatérnek a tünetek, akkor azok megerősítik a gyanút.

Ez a módszer nem ad egyértelmű eredményt, mivel lehet, hogy a szervezet egy bizonyos mennyiségű laktózt még tolerál. Ennek a mennyisége azonban a természetes intoleranciában csökken.

### Hidrogén-kilégzéses vizsgálat
A hidrogén-kilégzéses vizsgálat során egy éjszakai böjtöt követően éhgyomorra 50 gramm, vízben oldott laktózt kell lenyelni. Amennyiben a laktóz nem emésztődik meg, akkor ezt a bélrendszer baktériumai bontják le, aminek során hidrogént termelnek. A hidrogén a vérárammal a tüdőbe jut, az pedig kilégzi. Ezt a metánnal együtt a kilélegzett levegőben a klinikai gázok mérésére szolgáló kromatográffal ki lehet mutatni. Mivel normális esetben a kilélegzett levegőben elenyésző a hidrogéngáz, a kimutatható mennyiségű hidrogén laktózintoleranciára utal. A vizsgálat 2-3 órát vesz igénybe. Hasonló klinikai eljárást kell alkalmazni a fruktóz felszívódási zavarának a nem veleszületett formájának megerősítésére. Nem ritkaság azonban a hamis negatív eredmény; minden ötödik esetben a baktériumok csak metánt termelnek, hidrogént nem.

### Vércukorvizsgálat
A laktózoldatot szintén egész éjszakás éhezés után, éhgyomorra kell meginni.
A laktózbevitel után 10-15 percenként megmérve a vér glükózszintjét, a rossz laktózemésztésű személyeknél lapos függvénygörbét kapunk, míg a laktóz megemésztésére képes személyeknél a görbének jellegzetes csúcsa látható, amit 1-2 óra alatti 50-100%-os emelkedéssel ér el. Azonban mivel ehhez gyakran kell vért venni a betegtől, emiatt helyét napjainkban egyre inkább a kilégzéses teszt veszi át. A mintát az oldat megivása előtt, és utána két órán át fél óránként kell levenni. Vénás vérben jó laktózemésztés esetén az oldat megivása után a csúcs 20 mg/dl (1,11 mmol/l), kapilláris vérben 25 mg/dl. Ha a csúcs 10 mg/dl alatt marad, akkor a vizsgált személy laktózérzékeny. A cukorbetegség hamis negatív eredményt adhat.

### A széklet savassága
Elsősorban csecsemőknél és azoknál alkalmazzák, akiknél a többi módszerben nem bíznak. Klinikai diagnózisnál szükséges.

### A bél szövettani vizsgálata
A bél szövettani vizsgálata a pozitív hidrogénkilégzéses teszt megerősítésére szolgálhat. Azonban a teszt agresszív jellege és a bélszövetek RNS-eiben lévő laktózenzimek számának megméréséhez szükséges magas fokon specializált laboratórium szükségessége miatt majdnem csakis kizárólag klinikai kísérleteknél alkalmazzák.

### Genetikai vizsgálat
A laktóz-intoleranciát nyál- vagy vérmintán végrehajtott genetikai teszttel is ki lehet mutatni, mely a C/T-13910 és esetenként a G/A-22018 polimorfizmust vizsgálja.

### A diagnózis története
Hippokratész ókori görög orvos jegyzett fel először gyomorpanaszokat és bőrtüneteket egyes tejfogyasztóknál, az első tüneteket akár laktózérzékenységből is okozhatta – bár ennek a kórnak a tüneteit kórismérveit csak az utóbbi évtizedekben kezdte el részletesen leírni a modern orvostudomány.
A kórt először az 1950–1960-as években vették észre, amikor az ENSZ elkötelezte magát az éhínség enyhítése felé, és először tett ilyen irányú lépéseket Európa területén kívül. Holzel és tsai. (1959), továbbá Durand (1959) írta az első két, a laktózérzékenységgel összefüggő tanulmányt. Ahogy a tejjel kapcsolatos rossz hírek elterjedtek, az első világ donorállamai többé nem tulajdoníthatták a betegségeket az útközben a szállítmányba került szennyeződéseknek, vagy a harmadik világban a fogadó fél által használt ételkészítési formák hibáinak.
Mivel az első iparosodott, a modern orvostudományt kifejlesztő népek nagyrészt Nyugat- vagy Észak-Európából származtak, a felnőttkori tejfogyasztás képességét sokáig természetesnek tekintették. A nyugatiak egy ideig nem vették észre, hogy az emberiség nagy részét alkotó etnogenetikai csoportok nem képesek felnőttkorban tejet fogyasztani. Bár a történelem során rendszeres kapcsolat állt fenn az európaiak és a nem-európaiak között, az a felismerés, mely szerint a gyógyászati kutatásoknak figyelembe kellene vennie az emberiség etnikai (valamint nemi és életkorbeli) sokszínűségét, egészen az 1968-as amerikai polgárjogi mozgalomig váratott magára.
Azóta a laktáz és a laktóz közötti kapcsolatot egyre szélesebb körben figyelembe veszik az táplálkozástudományban. Ez azért is egyre fontosabb, mivel Európán kívül is növekszik a tejtermékek piaca.
Kezdetben azt feltételezték, hogy a bélbaktériumok, például az E. coli állítják elő a laktóznak az emberi anyagcsere által felhasználható, alkotó monoszacharidjaira történő szétbontásához szükséges laktáz enzimet. Valamiféle ember-baktérium szimbiózist feltételeztek, melynek során a laktáz az emésztőrendszerben termelődne. Genetikai és protein-analizáló eljárások segítségével az 1970-es évek elején bebizonyították, hogy téves volt a feltevés: az emberi emésztőrendszer sejtjei önállóan is képesek megtermelni a laktáz enzimet.

### Elnevezése
Heyman (2006) szerint a világ lakosságának körülbelül 70%-a nem képes a laktózt felnőtt korában megemészteni. Emiatt többen úgy érvelnek, hogy meg kéne változtatni a terminológiát. Ezek szerint a laktózérzékenység tűnik normálisnak, és a kisebbséget kéne laktózperzisztensnek nevezni. Egy ezzel ellentétes érvelés szerint egy olyan társadalomnál, mely általában nem fogyaszt tejterméket, csekély jelentősége van náluk az erre való érzékenységről beszélni, és ezt a fogalmat olyan kultúrákra kellene csak használni, ahol a laktózérzékenység fontos étrendi probléma, és a definíció lehetőségét ezen társadalmaknak kellene fenntartani.

## A laktóz-tolerancia kialakulásának története
A laktózérzékenységet azért kezdték el tanulmányozni, hogy segítséget nyújtson az ókori táplálkozás és az őskori társadalmak népességmozgásának megértésében. Egy állat megfejése nagymértékben növeli a belőle származó, elfogyasztásra kerülő kalória (energia) mennyiségét, ha azzal hasonlítjuk össze, hogy csak a húsát használjuk fel. Ennek tudatában nem okoz meglepetést, hogy a kereskedelembe kerülő tejtermékek nagyon fontos szerepet töltöttek be az újkőkorszaki mezőgazdaságban. Úgy gondolják, a tej nagy részéből olyan érlelt sajtokat készítettek, melyek csaknem teljesen laktózmentesek voltak.[forrás?]
Római szerzők feljegyezték, hogy az észak-európai népek, főleg a mai Brit-szigeten és Németország területén feldolgozatlan tejet ittak, míg a rómaiak csak sajt formájában fogyasztották.[forrás?] Ez szoros kapcsolatban van azzal, hogy Nagy-Britannia, Németország, Hollandia és Skandinávia lakossága megemészti a tejet, míg a kontinens déli területein, leginkább Olaszországban élők laktózérzékenyebbek.
Az Ázsia keleti területein fennmaradt történelmi források szerint Kínában nem volt jellemző a tejfogyasztás, míg határai körül igen. Ez megfelel a jelenkori adatoknak. Kína híres az ott élők alacsony laktóz-toleranciájáról, míg Mongólia és az ázsiai sztyeppe lakossága rendszeresen fogyasztott lótejet. Ez az ellenállóképesség annak is köszönhető, hogy a nomádok nem telepedtek le elég ideig ahhoz, hogy sajtot érleljenek.[forrás?] A nomádok a lótejből egy kumisznak nevezett alkoholos italt is készítenek, bár a fermentáció csökkenti a laktóztartalmat.
A nomád származású afrikai Fulani népcsoport kultúrája egykor teljesen a tehén-, kecske- és a birkatartás körül forgott. A tejtermékek mindvégig fontos szerepet játszottak táplálkozásukban. Feltételezések szerint a magas tejfogyasztás alakította ki a társadalmon belüli magas (77%-os) laktóz-perzisztenciát. Fulanik leginkább Guinea-Conakryben, Burkina Fasóban, Maliban, Nigériában, Nigerban, Kamerunban és Csádban laknak.
Az még nem tisztázott, hogy a genetikai mutáció(k) pontosan mikor és honnan indult(ak), de egy frissebb tanulmány arra a következtetésre jutott, hogy a tej megemésztésének az élet nagyobb részében lehetővé tevő genetikai változásra nagyjából 7500 évvel ezelőtt a tejfeldolgozásból megélő balkáni és közép-európai földműveseknél alakult ki. Egyesek korábban úgy gondolták, hogy i. e. 4000 körül több alkalommal is kialakulhatott, Svédországban (ahol világszerte a legalacsonyabb a laktózérzékenység aránya) és az Arab-félszigeten. Mások egy a Közel-Keleten i. e. 4500 körül megtörtént egyetlen mutáció mellett érvelnek, amely később szétterjedt. Több forrás egy harmadik, sokkal később történt átalakulásról számol be az afrikai tuciknál. Bármi is legyen az ellenállóképesség kialakulásának helye és ideje, a legtöbb nyugat-európai, és a Nyugat-Európából leszármazottak is magukban hordozzák a mutáció hatásait (nevezetesen azt, hogy biztonságosan fogyaszthatnak tejtermékeket életük során végig), míg ugyanez nem mondható el Kelet-Ázsia és Fekete-Afrika modern lakosaira, Amerika valamint a Csendes-óceán szigetvilágának őslakosaira nézve.
A maszájok is képesek kellemetlen tünetek megjelenése nélkül tejet fogyasztani, ami talán a nyugatiakban lezajlottól eltérő mutáció eredménye lehet.
A felnőttkori laktózérzékenységgel összefüggő laktáz-aktivitás genetikai polimorfizmusairól részletes tudományos ismertetés olvasható az OMMBID 76. fejezetében. Az MCM6 gén nem-kódoló változata és a felnőttkori laktózérzékenység között erős kapcsolatot sejtenek.

## A laktózérzékenység kezelése
A rendszeresen tejet és tejtermékeket nem fogyasztó társadalmakban a laktózérzékenység általában nem jelent kezelendő problémát.
A többségében laktóz-toleráns közösségekben élő laktózérzékeny személyeknek azonban kellemetlen lehet.
Bár nem tudunk olyan módszerről, amely segítene a laktóz-tolerancia visszaállításában, egyesek azt állítják, hogy érzékenységük az idő függvényében (például az egészségi állapotuktól vagy terhességüktől függően) változik.).
A laktózérzékenység általában nem állítható valakiről feketén-fehéren: a laktáz-termelés csökkenése, és így a még megemészthető laktóz mennyisége egyénenként változó lehet. Mivel a laktózérzékenység az esetleges kényelmetlenségen kívül más egészségi problémákat nem okoz, kezelése a tünetek előfordulásának és súlyosságának minimalizálásából áll. Berdanier és Hargrove négy fő lehetőséget határoz meg:
1. az étkezés során a laktóz kerülése
2. a táplálékbevitel érdekében ennek pótlása
3. a kalciumfogyasztás szabályozása
4. enzim-helyettesítő használata.

### A laktóztartalmú készítmények elhagyása
Mivel a laktóztolerancia mértéke egyénileg eltérő lehet, az amerikai Nemzeti Egészségügyi Hivatal szerint „Mindenkinek egy tanulási folyamat során kell felmérnie, hogy étrendjükben mennyi laktózt képesek kezelni.” (Dietary control of lactose intolerance depends on people learning through trial and error how much lactose they can handle.) Lényeges a címkék elolvasása, mivel a kereskedelmi terminológia nyelvenként és területenként változik.
A laktóz az élelmiszerek két nagy csoportjában van jelen. Ezek a hagyományos tejtermékek és a (nem csak a tejtermékekben használt) adalékanyagok. Szükség esetén használható a gyógyszertárakban kapható laktáz is, ami bejuttatható rágótablettában vagy kapszulában.

#### Tejtermékek
A laktóz vízben oldódó molekula. Így a zsírszázaléktól és az alvadási folyamattól függ az egyes ételek könnyű vagy nehezebb megemészthetősége. Az alvasztás során a laktóz a tejsavóval és a kazeinnel együtt a vizes részben található meg, ugyanakkor a zsíros részben nincs jelen. A csökkentett zsírtartalmú vagy zsírmentes tejtermékekhez általában további tejszármazékokat (például tejport) adnak az édesebb íz elérésére, ezzel is növelve a laktóztartalmat.
- Tej: az emberi tejnek a legnagyobb a laktóztartalma, nagyjából 9%. Ugyanez az arány a feldolgozatlan tehéntejnél 4,7%. A más tülkösszarvú állattól származó, kezeletlen tej laktóztartalma is nagyjából ugyanennyi. A kecskénél 4,1%,[58] a házibivalynál 4,86%,[59] a jaknál 4,93%,[60] a juhnál 4,6%)
- Vaj: a vajkészítés során elválasztják a tej víztartalmának nagy részét annak zsírtartalmától. Mivel a laktóz vízben oldódik, emiatt csak kis mértékben lesz jelen a vajban, hacsak nem fermentálják, hogy élőflórás vaj legyen.
- Joghurt és kefir: az emberek a tejnél kevésbé érzékenyek a hagyományosan készített joghurtra, mivel a joghurt elkészítéséhez használt baktériumkultúra termel laktáz enzimet is. Számos, a kereskedelemben kapható márka azonban tartalmaz más tejszármazékokat is, amelyek megnövelik a laktóztartalmat.
- Sajt: a hagyományos módon készített kemény sajt – mint amilyen a svájci sajt – és a lágy, érlelt sajt a készítésüknél alkalmazott eljárások miatt kisebb reakciót válthat ki, mint ugyanolyan mennyiségű tej. A fermentáció és a magasabb zsírtartalom alacsonyabb laktóztartalomhoz vezet. A svájci sajtokhoz hasonló eljárással készített sajtok (például Cheddar) a tejben megtalálható laktózmennyiség csak mintegy 10%-át tartalmazzák. Ráadásul a két évnél is hosszabban tartó érlelési folyamat alatt a laktóztartalom tulajdonképpen a nullára csökken. Archiválva 2013. július 30-i dátummal a Wayback Machine-ben A kereskedelemben kapható sajtmárkákat azonban a laktóztartalmat kisebb mértékben csökkentő, modern eljárásokkal készítik, és mivel nincsenek a sajt érettségére, érleltségére vonatkozó előírások, csupán az „érlelt” felirat alapján nem lehetünk biztosak abban, hogy jelentős mértékben csökkent a sajt laktóztartalma.

A hosszas érlelés más problémát okozhat. Az aminosavak bomlásával biogén aminok keletkeznek, amelyek a hisztaminhoz hasonlóan allergiás tüneteket válthatnak ki. Ezt a német szakirodalom pszeudoallergiának nevezi.
- Tejföl és jégkrém: amennyiben a joghurthoz hasonlóan állítják elő, elviselhető a laktózérzékenyek számára is, azonban a legtöbb modern márka más tejszármazékokat is tartalmaz.[61] Meg kell nézni a címkéket.[62]

A laktóztartalmú tej- és tejtermékek helyettesíthetők laktózmentes változataikkal, de vannak más pótszerek is, például mandula- vagy szójatej. Ezeket a pótszereket kalciummal és vitaminokkal gazdagítják. Emellett figyelembe kell venni, hogy sok késztermék laktóztartalmú vagy laktózt tartalmazhat. A laktózt az íz javítására adják számos termékekhez, például csokoládékhoz, kenyerekhez, péksüteményekhez, húskészítményekhez, tésztákhoz, instant porokhoz, fagylaltokhoz, és bombonokhoz. Azonban kis mennyiséget a legtöbb laktózérzékeny még tud tolerálni, így a legtöbb esetben nem kell teljesen kizárni ezeket a termékeket. Vannak, akik mégis inkább teljesen kizárják az életükből a laktózt. A kalcium- és vitaminhiányt változatos vagy tervszerű táplálkozással elkerülhetik. Ezzel védekezhetnek a csontritkulás megnövekedett kockázata ellen.

##### Példaértékek
Mivel a laktóz mennyiségének kimutatásához ma még nincs egyértelműen elfogadott tudományos módszertan, (azt sem döntötték el, hogy a hidratált vagy a nem hidratált formát vegyék figyelembe – a diszacharidoknál mindkettő létezik), továbbá tekintetbe kell venni azt is, hogy a tejtermékek összetétele a címkézési gyakorlat, a földrajzi elhelyezkedés és a feldolgozási módszerek függvényében nagymértékben változhat. Ezek függvényében pontos laktózadatokat nem igazán lehet megadni. A következőkben a tipikusan problémát okozó ételek laktózszintjei láthatók, tájékoztató jelleggel:
| Tejtermék                              | Laktóztartalom |
| -------------------------------------- | -------------- |
| Alacsony zsírtartalmú joghurt (240 ml) | 5 g            |
| Csökkentett zsírtartalmú tej (240 ml)  | 11 g           |
| Svájci sajt (28 g)                     | 1 g            |
| Fagylalt, jégkrém (120 ml)             | 6 g            |
| Túró (120 ml)                          | 2–3 g          |

#### A nem tejes ételek laktóztartalma
A laktóz (ami jelen lehet akkor is, amikor a címkén laktoszérum, tejsavó vagy tejsavópor, tejpor stb. olvasható) kereskedelmi élelmiszer-adalékanyag, amit íze, szerkezeti tulajdonságai miatt és kötőanyagként használnak akár húskészítményekben is. Virslik/hot dogok, felvágottak, pástétomok, margarinok, húsleveskockák, a szeletelt kenyér, a reggeli müzli, a burgonyaszirom, a szárított gyümölcs, feldolgozott ételek, gyógykészítmények, készételek, húshelyettesítők, fehérjekiegészítők mind tartalmazhatnak laktózt.
A „pareve” jelzésű kóser ételek tejmentesek. Ha azonban „D” (mint Dairy, azaz tejtermék) betű található a bekarikázott „K”, „U” vagy egyéb hechser (kóserságot igazoló pecsét) mellett, akkor az étel valószínűleg tejszármazékokat tartalmaz (bár egyszerűen arra is utalhat, hogy a terméket előállító eszközzel tejtermékeket is készíthettek).

### A tejtermékekhez való visszaszoktatás
Egészséges, másodlagos laktózérzékenységben szenvedő személyek esetén elképzelhető a vastagbél baktériumflórájának „megtanítása” a laktóz jobb lebontására, naponta több alkalommal kis mennyiségű tejtermék fogyasztásával, néhány héten keresztül. A tejtermékekre való ilyen visszaszoktatás krónikus betegek számára nem ajánlott, mert egyes betegségek az emésztőrendszerre olyan hatással lehetnek, ami megakadályozza a laktáz enzim termelését. A bélbetegségek meggyógyításával többnyire megszűnik a laktózérzékenység. Ritkán azonban annyira károsodtak a bélfal sejtjei, hogy már nem képesek regenerálódni.
Más kutatások azt mutatták, hogy a megnövelt tejtermékfogyasztás nem okozza a laktáz termelésének növekedését.
Főként kisgyermekeknél a por alakú laktózt hashajtásra használják. Ez azon alapul, hogy a laktáz viszonylag lassan bontja a laktózt.

## Táplálkozástudományi vonatkozások

### Elsődleges laktózérzékenység
Azokban a közösségekben, ahol az elsődleges laktózérzékenység a megszokott, a népesség képes a nyugati társadalmakhoz hasonló általános egészségi állapotot elérni, vagy még jobbat is. (Például Japán esetében.)

### Másodlagos laktózérzékenység
Bár a másodlagos laktózérzékenység közvetlenül nem befolyásolja az egyén táplálkozási szükségleteit, a fősodorbeli média és a nyugat-európai, illetve észak-amerikai országokban általánosan elfogadott nézetek szerint a tejtermékek az egészséges étrend alapvető részét képezik. A tejtermékek valóban könnyen hozzáférhető, és viszonylag jó kalcium- és káliumforrások, számos országban ráadásul az A- és D-vitaminnal való dúsítását is előírják. Így a tejfogyasztó társadalmakban a tejtermékek gyakran ezeknek a tápanyagoknak a fő forrását adják, és például a lakto-vegetáriánusok számára a B12-vitamin fő forrását is. Akik a tejtermékek fogyasztásáról lemondanak, ezeket a tápanyagokat máshonnan kell pótolniuk.
A növényi alapú tej-helyettesítők általában nem gazdagak kalciumban, káliumban, A- és D-vitaminban (és mint valamennyi nem-állati étel, B12-vitaminban sem). A nagyobb gyártók azonban általában utólag kipótolják ezeket az összetevőket, bár a bizonyossághoz a címke elolvasása mindenképpen ajánlott.
A szupermarketek polcain egyre több kalciummal dúsított reggeli étel, mint például narancsdzsúsz, kenyér és szárított gabonapelyhek kapható. Sok gyümölcs és zöldség gazdag káliumban és A-vitaminban; a hús és a tojás sok B12-vitamint tartalmaz; az emberi test pedig képes némi D-vitamin előállítására, ha elegendő napfény éri. Végül dietetikus vagy orvos tanácsát is érdemes kikérni a vitaminok és ásványi anyagok pótlásáról.
A csökkentett laktóztartalmú tejtermékek tartalmazzák ugyanazokat a tápanyagokat, mint a teljes laktóztartalmú változatok, ám ízükben és megjelenésükben eltérhetnek. A cukorbetegeknek azonban vigyázniuk kell a laktózmentes és csökkentett laktóztartalmú termékekkel, mivel a tejhez adott laktáz enzim a laktózt egyszerű cukrokra bontja, amik gyorsan felszívódnak, nagy a glikémiás indexük, így gyorsan és nagy mértékben emelik a vércukorszintet! 
A legtöbb csecsemő, aki rotavírustól kap gasztroenteritiszt, nem jut el a laktóz-intoleranciáig, így nem ajánlott laktózmentes étrenden tartani őket, hacsak nem mutatják erősen a laktóz-intolerancia tüneteit.

### Veleszületett laktáz-elégtelenség
A veleszületett laktáz-elégtelenség egy autoszomális recesszív öröklésű rendellenesség, ami teljesen megakadályozza a laktáz enzim termelését. A 20. század előtt a csecsemők ritkán élték túl ezt az állapotot. Később, a tejpótlékok és a laktózmentes csecsemőtápszerek kifejlesztésével lehetővé vált a veleszületett laktáz-elégtelenségben szenvedő gyermekek megfelelő táplálása. A csecsemőkort elhagyva a másodlagos laktózérzékenyek étrendje számukra is megfelelő.

## Lásd még
- Gasztroenterológia
- Tejallergia
- Lisztérzékenység
- Növényi tej
- Tofu
- Szacharózérzékenység
- Fruktózérzékenység

## Fordítás
- Ez a szócikk részben vagy egészben  a   Lactose intolerance című angol Wikipédia-szócikk ezen változatának fordításán alapul.  Az eredeti cikk szerkesztőit annak laptörténete sorolja fel. Ez a jelzés csupán a megfogalmazás eredetét és a szerzői jogokat jelzi, nem szolgál a cikkben szereplő információk forrásmegjelöléseként.
- Ez a szócikk részben vagy egészben  a   Laktoseintoleranz című német Wikipédia-szócikk fordításán alapul.  Az eredeti cikk szerkesztőit annak laptörténete sorolja fel. Ez a jelzés csupán a megfogalmazás eredetét és a szerzői jogokat jelzi, nem szolgál a cikkben szereplő információk forrásmegjelöléseként.